# 氣溫垂直遞減率
氣溫垂直遞減率（英語：Lapse rate of temperature）、垂直遞減率、氣溫直減率、溫度直減率或環境直減率（英語：Environmental lapse rate，ELR），是氣溫隨著高度上升而遞減的幅度，是直減率 (英語：lapse rate)的一種。國際民航組織（ICAO）的數據指出，在對流層中，乾空氣平均每上升100公尺，氣溫就下降約0.98度。若空氣中含有水氣，因為水汽凝結時會釋放潛熱，平均每上升100公尺，氣溫下降約0.6度。平均而言，夏季海拔高度每上升100米氣溫約降低0.6度，而冬季每上升100米約降低0.36度。

## 數學表示
一般而言，氣溫垂直遞減率可以如此表示：
{\displaystyle \gamma =-{\frac {dT}{dz}}}
{\displaystyle \gamma }為氣溫垂直遞減率，T為溫度，z為海拔高度。
註：因為比熱比或濕度常數等皆會使用{\displaystyle \gamma }為符號，為了避免混淆，有時會用{\displaystyle \Gamma } 或 {\displaystyle \alpha }代表氣溫垂直遞減率。

## 種類
氣溫垂直遞減率有兩種形式：
- 環境溫度遞減率 – 平穩大氣下，氣溫隨海拔變化的比率
- 絕熱遞減率 – 固定量的空氣絕熱上升或下降時，氣溫隨海拔變化的比率。絕熱遞減率有兩種：[1]
  - 乾絕熱直減率
  - 飽和絕熱直減率

環境溫度遞減率
在給定的溫度與地點，且大氣穩定的情況下，溫度隨著海拔的變化率稱為環境溫度遞減率。
國際民航組織（ICAO）定義國際標準大氣（ISA）從海平面到海拔11km的溫度遞減率為6.49  °C/km。從11km到20km，空氣的溫度是常數−56.5 °C，是國際標準大氣中溫度最低的。由於國際標準大氣沒有將水氣納入考慮，這個理想化的模型與實際會有誤差。比如：在逆溫層中，溫度反而會隨海拔增加。
乾絕熱直減率
乾絕熱直減率是一固定分子數的乾燥空氣，在絕熱條件下，溫度隨海拔高度改變的比率。
給予相同的能量，乾燥空氣的溫度會上升得比潮濕空氣快。絕熱亦即空氣不與外界交換能量。由於空氣的導熱係數極低，接觸傳導的熱足以忽略，故假設為絕熱。
當海拔高度增加時，氣壓會隨之下降，空氣體積增加。空氣體積增加會推擠其他空氣，對其他空氣作功。作功的能量來自內能，溫度因內能減少而下降。乾絕熱直減率是9.8 °C/km。
因為是絕熱過程：
{\displaystyle PdV=-VdP/\gamma }
根據熱力學第一定律，可以表示成：
{\displaystyle mc_{v}dT-VdP/\gamma =0}
又因{\displaystyle \alpha =V/m}，且{\displaystyle \gamma =c_{p}/c_{v}}。我們可以將式子表示成：
{\displaystyle c_{p}dT-\alpha dP=0}
其中，{\displaystyle c_{p}}是固定壓力下的比熱，{\displaystyle \alpha }是比容。
假設大氣處於流體靜力平衡：:
{\displaystyle dP=-\rho gdz}
其中，g是標準重力，{\displaystyle \rho }是密度。

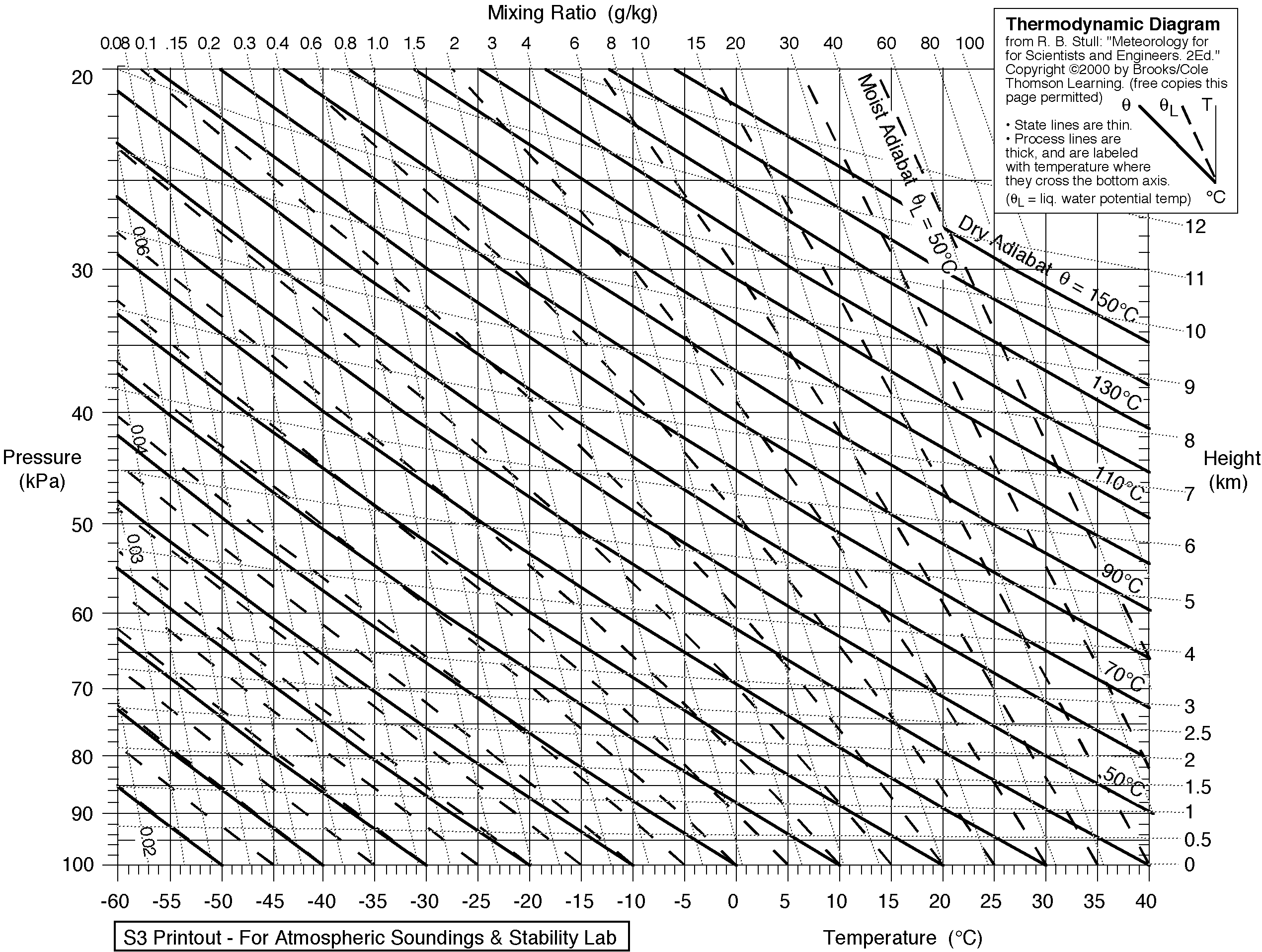
氣壓溫度圖，顯示乾燥絕熱線（粗線）和潮濕絕熱線（虛線）兩者與溫度及壓力的變化。

結合兩式，壓力可以從式子中消除，解得乾絕熱直減率：
{\displaystyle \Gamma _{d}=-{\frac {dT}{dz}}={\frac {g}{c_{p}}}=9.8\ ^{\circ }\mathrm {C} /\mathrm {km} }
飽和絕熱直減率
當空氣中處於飽和，採用飽和絕熱直減率。此比率大約為5 °C/km，受氣溫的影響很大。
飽和絕熱直減率與乾絕熱直減率之所以相差甚大，是因為水在凝結時會釋放潛熱，這是雷暴發展的重要能量來源。不飽和空氣在給定的氣溫、海拔與濕度之下上升，此時使用乾絕熱直減率。隨著海拔上升、氣溫下降，空氣達到水氣飽和，採用飽和絕熱直減率。
美國氣象學會給出的飽和絕熱直減率的近似公式：
{\displaystyle \Gamma _{w}=g\,{\frac {1+{\dfrac {H_{v}\,r}{R_{sd}\,T}}}{c_{pd}+{\dfrac {H_{v}^{2}\,r}{R_{sw}\,T^{2}}}}}=g\,{\frac {1+{\dfrac {H_{v}\,r}{R_{sd}\,T}}}{c_{pd}+{\dfrac {H_{v}^{2}\,r\,\epsilon }{R_{sd}\,T^{2}}}}}}
| 符號                                               | 解釋                                           |
| -------------------------------------------------- | ---------------------------------------------- |
| {\displaystyle \Gamma _{w}}                        | =飽和絕熱遞減率=K/m                            |
| {\displaystyle g}                                  | =地球重力加速度=9.8076 m/s2                    |
| {\displaystyle H_{v}}                              | =水的汽化熱=2501000 J/kg                       |
| {\displaystyle R_{sd}}                             | =乾燥空氣的氣體常數= 287 J kg−1 K−1            |
| {\displaystyle R_{sw}}                             | =水蒸氣的氣體常數= 461.5 J kg−1 K−1            |
| {\displaystyle \epsilon ={\frac {R_{sd}}{R_{sw}}}} | ＝乾燥空氣與水蒸氣的氣體常數的無因次比值=0.622 |
| {\displaystyle e}                                  | =飽和空氣的水蒸氣分壓                          |
| {\displaystyle p}                                  | =飽和空氣的氣壓                                |
| {\displaystyle r=\epsilon e/(p-e)}                 | =水蒸氣的質量與乾燥空氣質量的混合比例          |
| {\displaystyle T}                                  | =飽和空氣的溫度，單位K                         |
| {\displaystyle c_{pd}}                             | =乾燥空氣在定壓下的比熱=1003.5 J kg−1 K−1      |